# Callistethus pyropygus
Callistethus pyropygus är en skalbaggsart som beskrevs av Nonfried 1891. Callistethus pyropygus ingår i släktet Callistethus och familjen Rutelidae. Inga underarter finns listade.